# 厦门大桥

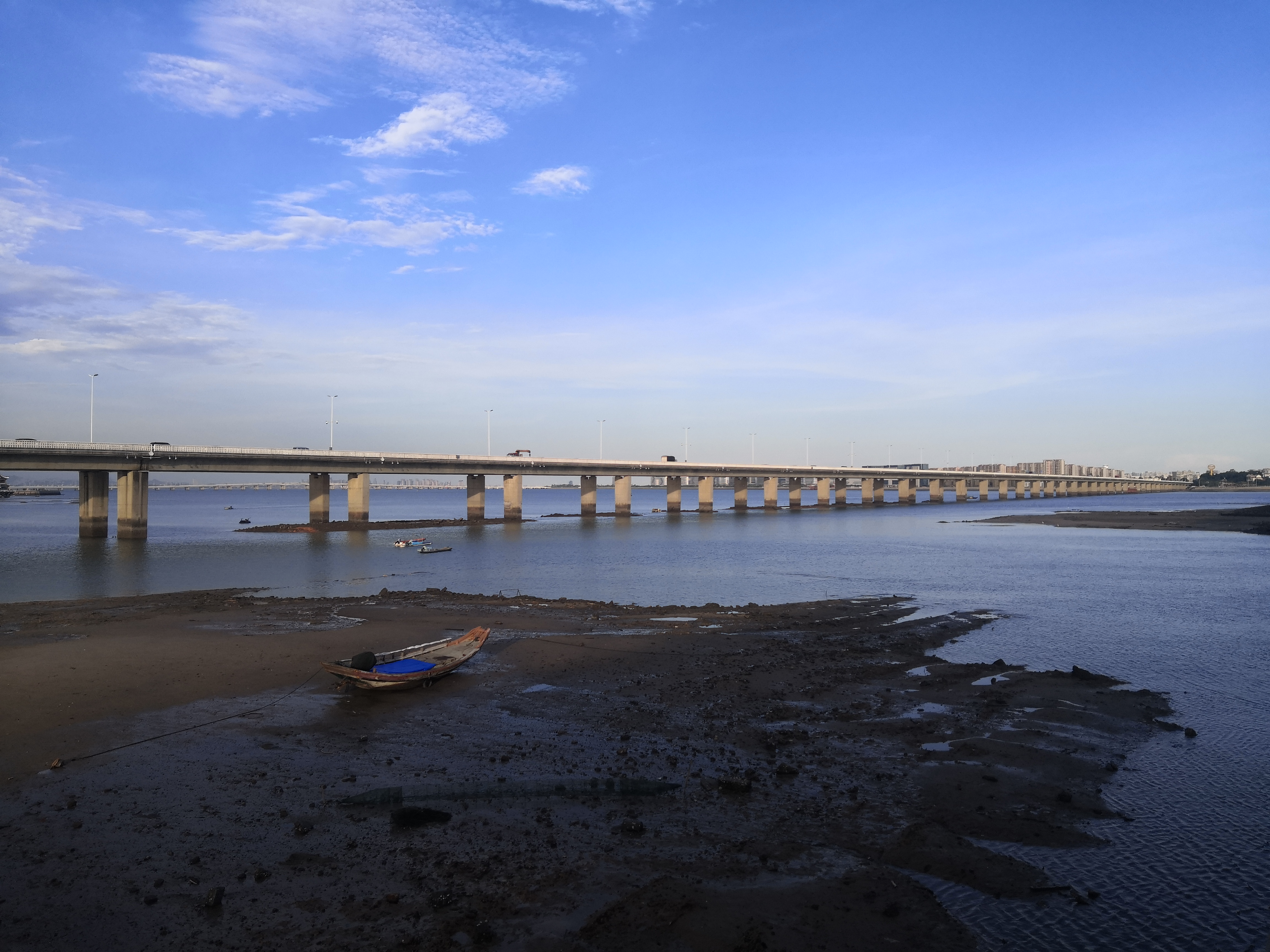
往厦门方向望去的厦门大桥

廈門大橋是位於福建省廈門市廈門島西北面的一條跨海公路大橋，始建於1987年10月1日，1991年4月主體工程完成，5月試行通車。由时任中共中央总书记江澤民為招牌「廈門大橋」題寫大字，於1991年12月19日正式剪綵通車，是中国大陆第一座跨越海峡的公路大桥。
厦门大桥工程全长6695米，由主桥、集美立交桥、高崎引道和自动化管理系统组成。其中主橋長2070米，寬23.5米，双向四车道。高崎引道长855米，宽23.5米，为一级公路标准，附近建有桥头公园。直通式集美立交桥可通往同集路（206省道）、319国道、沈海高速公路厦门收费站。于2021年扩建“四改六”改造加固
包括完成开堤建桥改造的高集海堤，厦门岛目前已有厦门大桥、海沧大桥、集美大桥、杏林大桥、翔安隧道、海沧隧道、翔安大桥等五桥二隧一堤总计八条联外公路要道。

## 鄰近
- 廈門高崎機場
- 集美
- 集美大桥
- 杏林大桥
- 海堤路